# Cours Émile-Zola
Pour les articles homonymes, voir Rue Émile-Zola.
Le cours Émile-Zola est une artère majeure de la commune française de Villeurbanne, dans le département du Rhône.

## Situation et accès
Elle est le prolongement du cours Vitton, rue du 6e arrondissement de la ville de Lyon, et traverse sur 4 kilomètres la ville d'ouest en est, de la place Charles-Hernu jusqu'à la rue Léon-Blum, au-delà du boulevard périphérique et de la gare routière Laurent-Bonnevay. La voie est empruntée par 24 000 véhicules par jour.
La voie est, à partir de 1899, desservie par la ligne 27 de l'ancien tramway de Lyon, qui reliait les Cordeliers au quartier de Cusset, en passant par la place de la Bascule, aujourd'hui place Charles-Hernu. Le 24 avril 1911, c'est la ligne 7 du tramway qui reprend le tronçon de la rue villeurbannaise. Le nouveau tracé de la ligne 7, qui reliait le quartier lyonnais de Perrache à celui de Cusset, peut-être considéré comme l'« ancêtre » de la ligne A du métro de Lyon,.
De nos jours, le cours est parcourue sur toute sa longueur par la ligne de métro   , desservie par six de ses stations, respectivement, d'ouest en est, Charpennes - Charles Hernu, République - Villeurbanne, Gratte-Ciel, Flachet - Alain Gilles, Cusset et Laurent Bonnevay - Astroballe.

## Origine du nom
Il porte le nom de l'écrivain français Émile Zola, né à Paris le 2 avril 1840 et décédé à Paris le 29 septembre 1902.

## Historique
Au XVIIIe siècle, le territoire de Villeurbanne est agricole. La voie qui sera plus tard le cours Émile-Zola est, à l'origine, un sentier qui dessert les champs agricoles, les quelques habitations et la paroisse du hameau de Cusset, et les rives du Rhône. Il est dénommé « sentier de Lyon à Cusset ».
C'est en 1902 que la municipalité villeurbannaise décide de baptiser la voie du nom d'Émile Zola,.

Dans les années 1940, le cours Émile-Zola s'arrêtait à hauteur du quartier de Cusset, au niveau d'une colline près de la Paroisse catholique Saint-Julien de Cusset. La rue ne comportait que deux voies de circulation et de très larges trottoirs. La circulation automobile y était quasi inexistante.

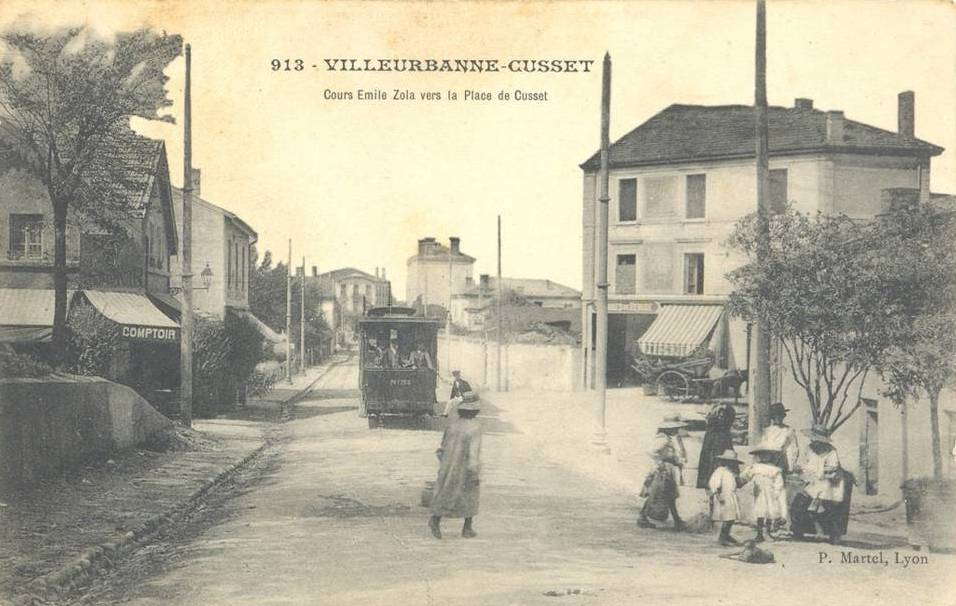
Le cours historique dans le quartier de Cusset
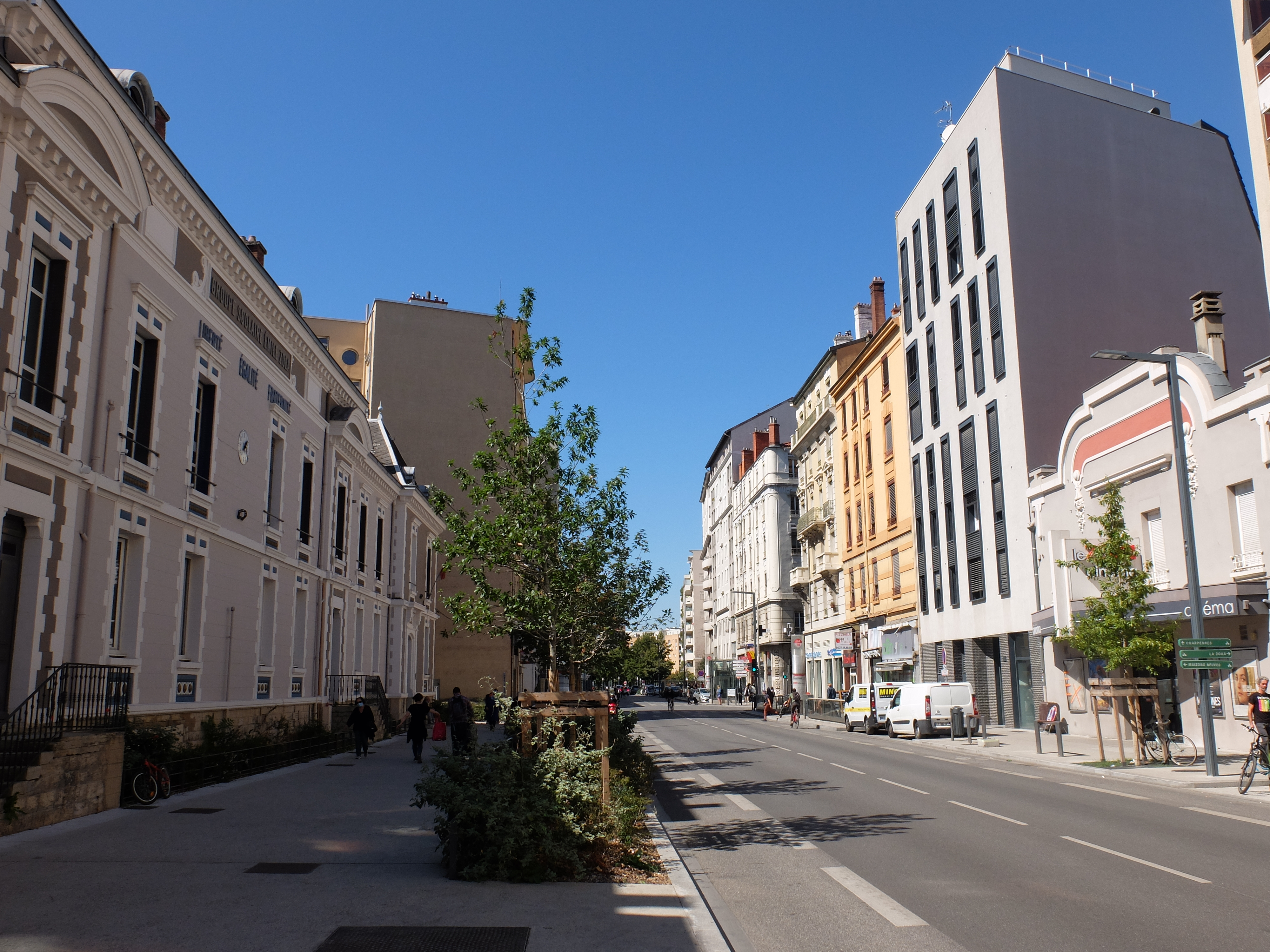
Le cours près de la station de métro République après le réaménagement de 2019
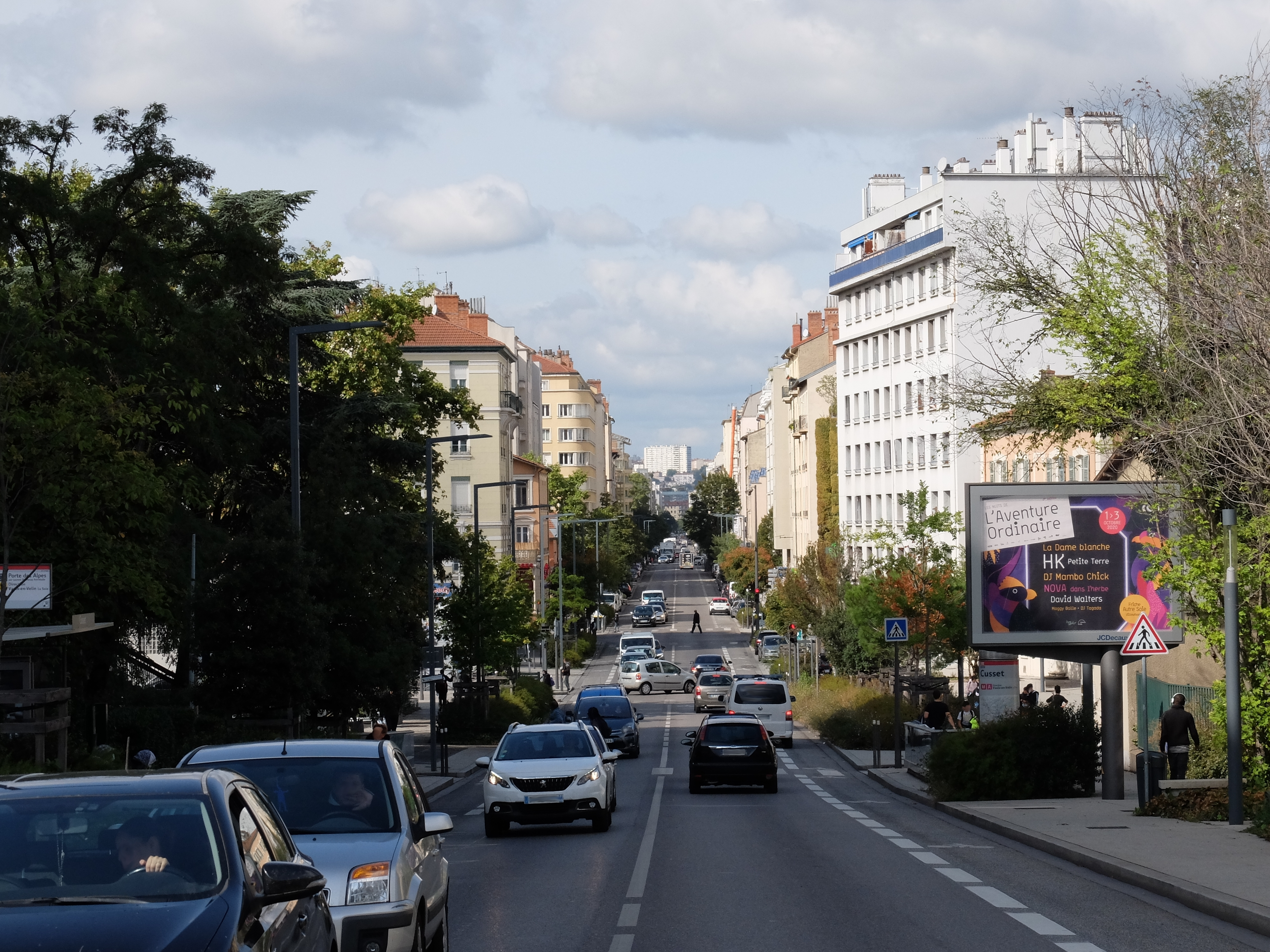
Le Cours depuis la station de métro Cusset, vu en direction de Gratte-Ciel.

Depuis 2014, la rue est l'objet d'un projet de réaménagement visant à végétaliser l'espace et améliorer la circulation des piétons et des cyclistes. La première phase achevée en 2016 a concerné la section comprise entre les rues du commandant L'Herminier et Pierre Baratin. La deuxième a été réalisée entre l'avenue Thiers à la rue Hippolyte Khan et achevée en 2019.

## Bâtiments remarquables et lieux de mémoire
- La MLISno 117 : Le Zola, dernière salle de cinéma encore en activité de la ville, fondée dans les années 1920 ;

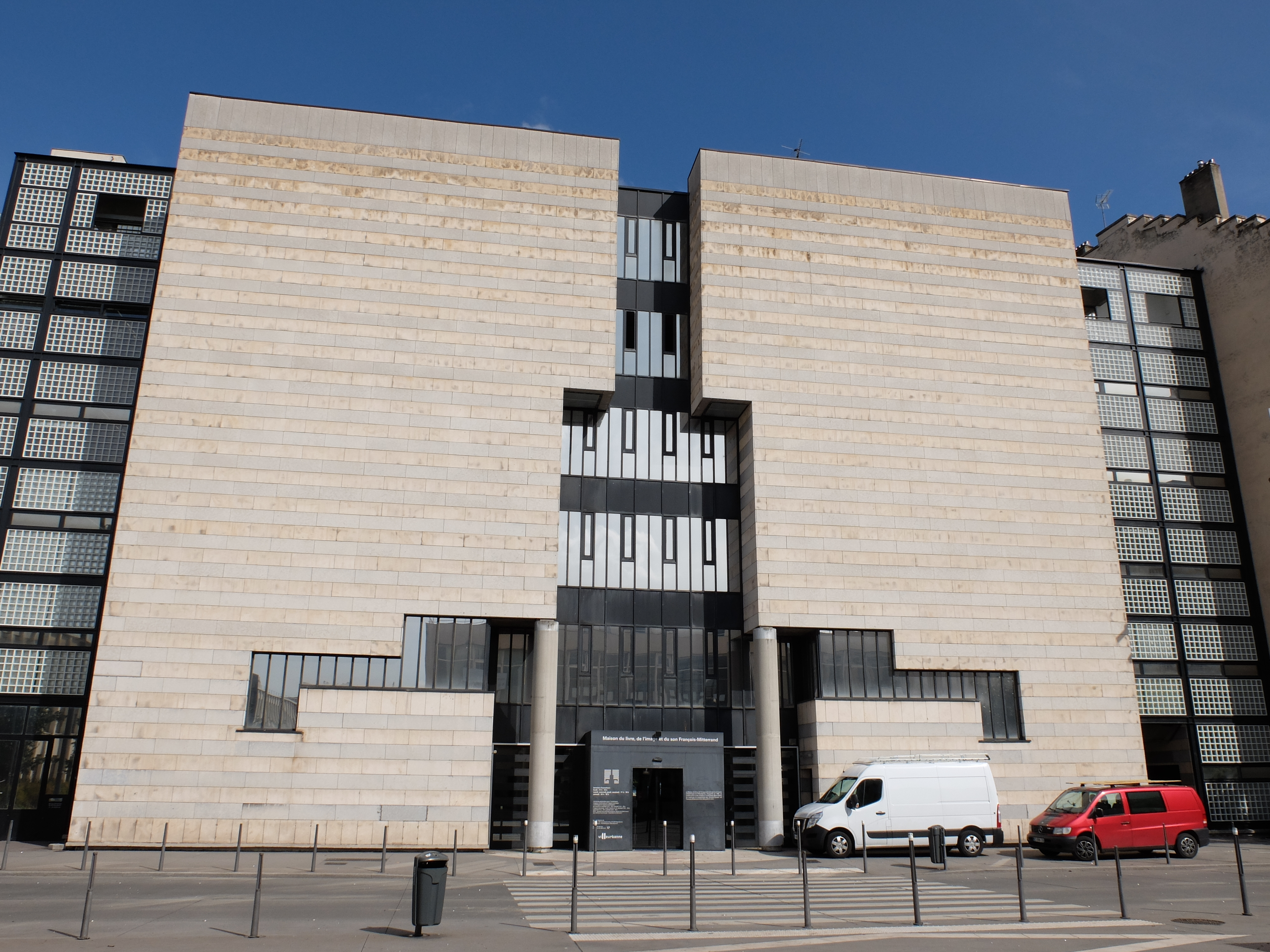
La MLIS

- no 160 : l'ensemble architectural des Gratte-Ciel ;
- no 247 : le Stadium de Villeurbanne, ambitieux projet architectural de maison des sports, dont la construction débute 1933, et dont la destruction de l'édifice inachevé a lieu en 1966[9] ;
- no 247 : la Maison du livre, de l'image et du son (MLIS), principale médiathèque de Villeurbanne dont l'architecture particulière est l'œuvre de l'architecte suisse Mario Botta ;
- no 345 : mur végétal installé sur un pignon aveugle d'un immeuble d'habitation, lors du réaménagement du cours en 2016 ;
- no 374 : l'église ukrainienne Saint-Athanase, plus vieille construction de la ville encore existante.